# Марблмаунт (Вашингтон)
Марблмаунт (англ. Marblemount) — переписна місцевість (CDP) в США, в окрузі Скеджіт штату Вашингтон. Населення — 286 осіб (2020).

## Географія
Марблмаунт розташований за координатами 48°32′10″ пн. ш. 121°26′14″ зх. д. / 48.53611° пн. ш. 121.43722° зх. д. (48.536031, -121.437344).  За даними Бюро перепису населення США в 2010 році переписна місцевість мала площу 5,97 км², з яких 5,62 км² — суходіл та 0,35 км² — водойми.

## Демографія
Згідно з переписом 2010 року, у переписній місцевості мешкали 203 особи в 96 домогосподарствах у складі 56 родин. Густота населення становила 34 особи/км².  Було 136 помешкань (23/км²).
Расовий склад населення:
| - 85,7 % — білих - 5,4 % — корінних американців - 1,0 % — азіатів - 0,5 % — вихідців з тихоокеанських островів - 0,5 % — чорних або афроамериканців - 1,5 % — осіб інших рас |

До двох чи більше рас належало 5,4 %. Частка іспаномовних становила 3,4 % від усіх жителів.
За віковим діапазоном населення розподілялося таким чином: 16,3 % — особи молодші 18 років, 73,8 % — особи у віці 18—64 років, 9,9 % — особи у віці 65 років та старші. Медіана віку мешканця становила 46,6 року. На 100 осіб жіночої статі у переписній місцевості припадало 128,1 чоловіків;  на 100 жінок у віці від 18 років та старших — 126,7 чоловіків також старших 18 років.
Цивільне працевлаштоване населення становило 16 осіб. Основні галузі зайнятості: транспорт — 56,3 %, освіта, охорона здоров'я та соціальна допомога — 43,8 %.